# Nelleke Vedelaar
Nelleke Vedelaar (Assen, 1977) is een Nederlandse bestuurster en politica namens de Partij van de Arbeid (PvdA). Van 2017 tot 2021 was zij partijvoorzitter, en van 2021 tot 2023 gedeputeerde in de provincie Drenthe.

## Biografie
Vedelaar studeerde sociaal-culturele wetenschappen aan de Vrije Universiteit Amsterdam en was tot haar wethouderschap werkzaam als programmaleider bij het Nicis Institute. Van 2006 tot 2010 was zij lid van de gemeenteraad en van 2010 tot 2017 wethouder van Zwolle. Tot haar takenpakket als wethouder behoorden de aandachtsterreinen zorg, wonen, armoedebestrijding, sociale zaken en werkgelegenheid. Ze maakte zich daarbij onder andere sterk voor betere participatie van daklozen. Met een woningbouwcorporatie ontwikkelde ze plannen om versneld sociale huurwoningen te bouwen.
Zij werd op 6 oktober 2017 met 62,5 procent van de stemmen verkozen tot partijvoorzitter van de PvdA, als opvolger van Hans Spekman. Vedelaar trad aan kort nadat haar partij bij de Tweede Kamerverkiezingen 2017 terugviel van 38 naar 9 zetels, waarbij er vooraf een harde leiderschapsstrijd was tussen Diederik Samsom en Lodewijk Asscher. Ze nam zich voor de PvdA leuker, gezelliger en liever te maken. Bij haar afscheid in 2021 stelde ze dat de PvdA onder haar leiding een ruk naar links had gemaakt, wat tot uiting kwam in een (volgens haar) radicaal sociaaldemocratisch verkiezingsprogramma bij de Tweede Kamerverkiezingen 2021.
Op 1 december 2021 werd Vedelaar gedeputeerde in Drenthe. Ze was onder meer verantwoordelijk voor financiën, cultuur, verkeer en vervoer en Groningen Airport Eelde. Als gedeputeerde haalde ze een streep door plannen voor een transferium bij De Punt en voor de gedeeltelijke verdubbeling van de provinciale weg 34. Op 12 juli 2023 is zij gestopt als gedeputeerde.
Op 16 februari 2024 werd Vedelaar door het dagelijks bestuur van GGD Drenthe voorgedragen als nieuwe directeur publieke gezondheid.